# G9聯盟革命軍
G9聯盟革命軍（法語：Forces révolutionnaires de la famille du G9 et alliés），是由前海地警官吉米·切里齊耶領導的12個幫派的聯盟，他因法外屠殺而臭名昭著。G9與其他附屬幫派一起控制著首都太子港80%以上的土地。
2024年3月，該團伙參與了骚乱引致4,700多名囚犯越獄，導致總理阿里埃爾·亨利辭職。

## 歷史
G9家族由切里齊耶於2020年6月創立，他自己領導的幫派Delmas 95是創始成員之一。G9最初只有9個幫派，但很快就擴展到12個。
G9與另一幫派G-Pep有競爭關係，2022年在太子港的幫派衝突造成89人死亡。
G9與被暗殺的海地總統若弗內爾·莫伊茲有關係，即使在切里齊耶被警隊解僱後，他們也獲得了武器、警服和其他支援。該團夥裝備精良，能夠使用無人機。他們可以使用各種來自美國的非法武器，這使他們比警察擁有更多的火力。